# You Could Have Been with Me
You Could Have Been with Me è il secondo album in studio della cantante britannico-statunitense Sheena Easton, pubblicato nel 1981.

## Tracce
Side 1
1. A Little Tenderness
2. (He's Got) Savoir Faire
3. Just Another Broken Heart
4. I'm Not Worth the Hurt
5. You Could Have Been with Me

Side 2
1. A Letter from Joey
2. Telephone Lines
3. Johnny
4. Trouble in the Shadows
5. Isn't it So